# Jean Poton de Xaintrailles

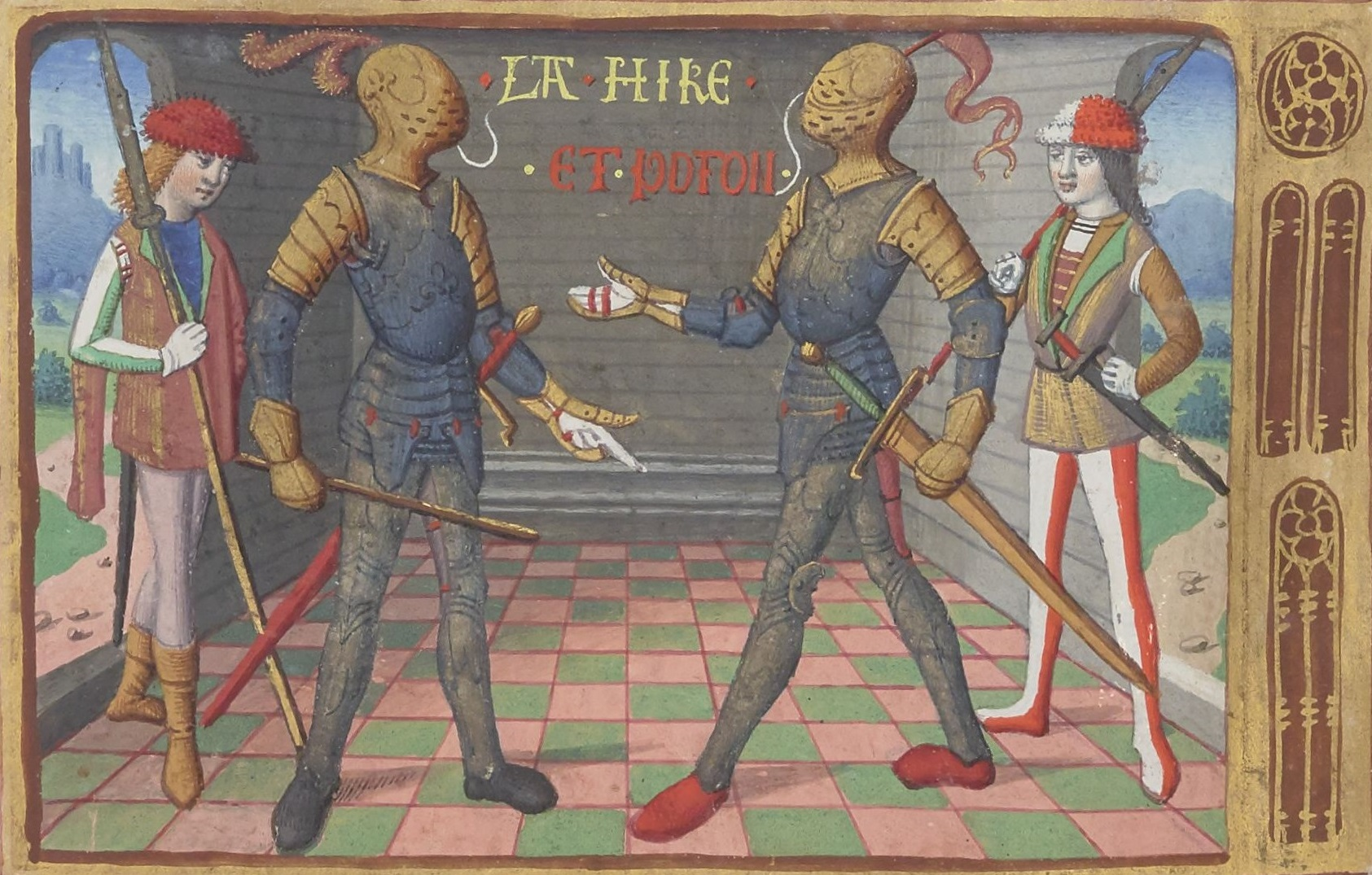
La Hire en Xaintrailles geportretteerd in een middeleeuwse kroniek.

Jean Poton de Xaintrailles (ca. 1390 - Bordeaux, 7 oktober 1461) was een edelman van lage komaf uit Gascogne. Hij was een van de luitenants van Jeanne d'Arc. Tevens was hij in dienst als koninklijke baljuw in Berry en als seneschalk van Limousin.
Xaintrailles was als officier onder andere betrokken bij de Slag bij Verneuil in 1424 en het Beleg van Orléans (1427) waar hij gewond raakte. Toen kwam hij in dienst bij Jeanne d'Arc en vocht aan haar zijde gedurende haar hele campagne. Na de dood van Jeanne d'Arc was hij samen met La Hire betrokken bij de heroveringen van Normandië en Gascogne. Hij stierf in 1461 in Bordeaux zonder erfgenamen, zijn gebieden werden toebedeeld aan de kerk.